# Maurice Renders
Pour les articles homonymes, voir Renders.
Maurice Renders, né 13 novembre 1877 à Paris et mort le 16 mars 1951 à Suresnes, est un peintre français.

## Biographie
Maurice Renders est le fils de Louis Alphonse Dieudonné Renders, peintre en porcelaine (1853-1907), et d'Eugénie Louise Dabonneville (1857-1919).
Élève d'Édouard Vimont et de Jean Pascault, il expose au Salon à partir de 1901.
En 1905, il épouse Georgette Mélanie Pauline Remacle.
Il obtient une médaille d'argent en 1925, la médaille d'or en 1931, puis de nouveau la médaille d'or lors de l'Exposition universelle de 1937.
Il meurt à l'âge de 73 ans. Il est inhumé le 21 mars 1951 au cimetière des Batignolles.